# Euphractus sexcinctus
Euphractus sexcinctus є броненосцем, що зустрічається в Південній Америці. Єдиний сучасний представник свого роду, він був вперше описаний шведським зоологом Карлом Ліннеєм у 1758 році.

## Морфологічна характеристика
Цей броненосець зазвичай має довжину голови й тулуба від 40 до 50 сантиметрів і важить від 3.2 до 6.5 кілограма. Панцир (твердий панцир на спині) від блідо-жовтого до червонувато-коричневого кольору, позначений лусочками однакової довжини та злегка вкритий жостувато-бурими чи білими волосками, схожими на щетину. На передніх лапах є п'ять різних пальців, кожен з яких має помірно розвинені кігті.

## Ареал і середовище
E. sexcinctus досить поширений, його ареал охоплює від Бразилії та південного Суринаму на північному сході через Болівію, Парагвай і Уругвай до північної Аргентини на південному сході. Вид мешкає в саванах, первинних і вторинних лісах, серрадо, чагарниках і листяних лісах. Зустрічається від 0 до щонайменше 1600 метрів над рівнем моря.

## Спосіб життя
Ці броненосці вправно копають і створюють нори, щоб жити в них і шукати здобич. Це солітарна всеїдна тварина, харчується комахами, мурахами, падлом і рослинним матеріалом. Через поганий зір броненосці покладаються на свій нюх, щоб виявити здобич і хижаків. 
Пологи відбуваються протягом року. Вагітність триває від 60 до 64 днів, після чого народжується виводок з 1–3 дитинчат. Відлучення відбувається в один місяць, а молодняк дорослішає до дев'яти місяців. 